# Вестверк
Вестверк (  од West, запад, и Werk, постројење) је масивно улазно постројење каролиншких, отонских и романичких цркава, које се састоји од централне вишеспратне конструкције са засведеним вестибилом (у приземљу) и капелом (на једном од спратова), фланкиране двема кулама; код цркава базиликалне основе, вестверк је обично шири и виши од цркве.
Настанак вестверка везује се за период владавине Карла Великог (768–814), а улазно постројење у Палатинску капелу у Ахену (792–805) један је од најранијих и најбоље сачуваних примера. Оно се састоји од истуреног масивног централног блока и две цилиндричне бочне куле. Изнад улазног вестибила налази се галерија (са које се цар обраћао поданицима окупљеним у атријуму испред капеле), надвишена дубоком нишом. Системом унутрашњих ходника вестверк повезује двор и палату са галеријом капеле, односно са просторијом у којој се налази престо (изнад улаза у капелу), а на врху централног блока налази се капела у којој су се чувале реликвије. У општем устројству и функцији вестверка у Ахену запажају се циљане аналогије са римском војном архитектуром и структуром византијских придворних цркава.
Доследно понављање сличних конструкција у оквиру великих манастирских цркава (Центула, око 800, и Ремс, IX век – на основу историјских извора и археолошких истраживања; Корвеј на Везеру, 873–885, итд.) у време када владар због честих ратничких похода није био у могућности да државом управља из једног центра, навело је научнике на закључак да су ова западна постројења изворно служила као привремене резиденције цара и његове пратње, те да су, самим тим, била носиоци сложене политичке симболике везане за империјалну идеологију.